# Елгін (Північна Дакота)
Елгін (англ. Elgin) — місто (англ. city) в США, в окрузі Грант штату Північна Дакота. Населення — 543 особи (2020).

## Географія
Елгін розташований за координатами 46°24′9″ пн. ш. 101°50′34″ зх. д. / 46.40250° пн. ш. 101.84278° зх. д. (46.402464, -101.842868).  За даними Бюро перепису населення США в 2010 році місто мало площу 2,72 км², уся площа — суходіл.

## Демографія
Згідно з переписом 2010 року, у місті мешкали 642 особи в 339 домогосподарствах у складі 167 родин. Густота населення становила 236 осіб/км².  Було 416 помешкань (153/км²).
Расовий склад населення:
| - 98,3 % — білих - 0,9 % — корінних американців |

До двох чи більше рас належало 0,6 %. Частка іспаномовних становила 0,2 % від усіх жителів.
За віковим діапазоном населення розподілялося таким чином: 17,0 % — особи молодші 18 років, 47,5 % — особи у віці 18—64 років, 35,5 % — особи у віці 65 років та старші. Медіана віку мешканця становила 57,4 року. На 100 осіб жіночої статі у місті припадало 83,4 чоловіків;  на 100 жінок у віці від 18 років та старших — 82,5 чоловіків також старших 18 років.
Середній дохід на одне домашнє господарство  становив 51 483 долари США (медіана — 35 625), а середній дохід на одну сім'ю — 69 701 долар (медіана — 55 156). Медіана доходів становила 50 972 долари для чоловіків та 26 771 долар для жінок. За межею бідності перебувало 20,1 % осіб, у тому числі 33,0 % дітей у віці до 18 років та 27,7 % осіб у віці 65 років та старших.
Цивільне працевлаштоване населення становило 273 особи. Основні галузі зайнятості: освіта, охорона здоров'я та соціальна допомога — 29,7 %, роздрібна торгівля — 17,6 %, сільське господарство, лісництво, риболовля — 14,7 %.